# Chicago Pile

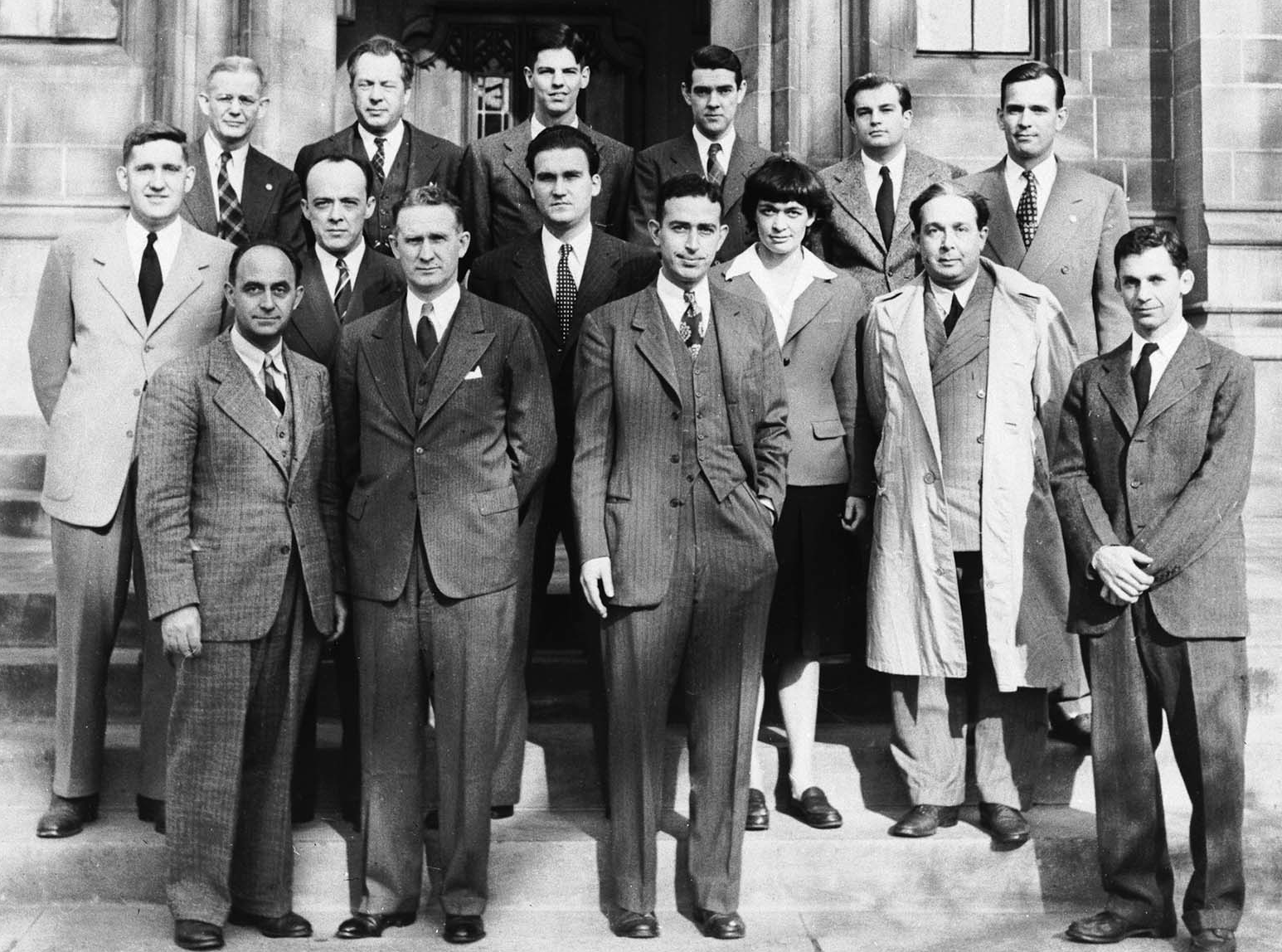
Das Team vom Chicago Pile, links in der ersten Reihe Enrico Fermi

Chicago Pile bezeichnet eine Reihe von Versuchsreaktoren. Sie zählen zu den ersten Kernreaktoren der Welt. Die Versuche und ersten drei dieser Reaktoren waren Teil des Manhattan-Projekts.

## Chicago Pile 1
Der Chicago Pile 1 (CP-1) war der erste menschengebaute Kernreaktor der Welt, welcher am 2. Dezember 1942 erfolgreich kritisch wurde. Der Name englisch pile ‚Stapel‘ rührt her von seinem Aufbau. Es handelt sich um einen graphitmoderierten Kernreaktor, da Graphit zu Beginn des Atomzeitalters in größeren Mengen verfügbar war als schweres Wasser.
CP-1 wurde vom Metallurgical Laboratory („metallurgisches Labor“ - ein Tarnname, der den Zusammenhang mit dem Manhattan Project verschleiern sollte) an der privaten University of Chicago gebaut. Sie sollte die theoretische Erwartung bestätigen, dass eine selbsterhaltende Spaltungs-Kettenreaktion kontrolliert werden kann. Das metallurgische Labor wurde 1942 von Arthur Holly Compton (Physik-Nobelpreis 1927) im Auftrag der US-Regierung aufgebaut. Die Reaktorentwicklung hatte das mittelfristige Ziel, für das Manhattan-Projekt waffenfähiges Plutonium aus Uran-238 zu erbrüten.
CP-1 war unter der Leitung des italienischen Physikers und Nobelpreisträgers von 1938, Enrico Fermi, unter einer stillgelegten Sporttribüne des Football-Stadions „Stagg Field“ auf dem Campus der University of Chicago aufgebaut worden. In dem Raum unter der Tribüne war vorher Rackets (ein Vorläufer von Squash) gespielt worden. An der ursprünglich vorgesehenen Einrichtung in der Kleinstadt Palos Park konnten die Arbeiten wegen eines Streiks nicht aufgenommen werden. Der Reaktorkern bestand aus einer 7,6 Meter hohen, ungefähr kugelförmigen Aufschichtung von Blöcken aus 5,4 Tonnen Uranmetall, 45 Tonnen Uranoxid sowie 360 Tonnen Graphit. Dabei diente der Graphit als Moderator, um die Neutronen so weit abzubremsen, dass sie eine weitere Kernspaltung auslösen. Der Brennstoff hatte die Isotopen-Zusammensetzung von natürlich vorkommendem Uran. Zur Kontrolle der Reaktion wurden Cadmium-Bleche verwendet, die in Schlitze im Reaktorkern herab gelassen werden konnten. Durch Messung des Neutronenflusses konnte die Intensität der Reaktion beobachtet werden.
Die Anlage enthielt rudimentäre Einrichtungen zu einer Schnellabschaltung. Im Notfall hätte ein dafür abgestellter Helfer das Befestigungsseil eines über dem Pile hängenden Regelelements mit einer Axt durchtrennt, das dann in den Reaktor gefallen wäre und ihn unterkritisch gemacht hätte. Zudem stand zur Redundanz eine dreiköpfige Mannschaft oberhalb des Pile bereit, um diesen mit einer Cadmiumsalzlösung zu fluten. Seither wird die Schnellabschaltung eines Reaktors als „Scram“ bezeichnet (v. engl. to scram ‚fliehen‘, ‚abhauen‘‘); von Fermi selbst ist das – offensichtlich scherzhafte – Backronym Safety Cut Rope Axe Man überliefert.
Am 2. Dezember 1942 erfolgte die erste Demonstration vor geladenen Gästen, ohne irgendeinen Schutz vor Strahlung (abgesehen vom Reaktor selbst). Der Physiker George Weil zog die Steuerstäbe teilweise aus dem Reaktorkern, während Fermi den Neutronenfluss überwachte. Die Kernreaktion setzte um 15:22 Uhr ein und wurde nach 28 Minuten beendet.
CP-1 operierte anfangs bei 0,5 Watt thermischer Leistung, wurde am 12. Dezember vorübergehend auf 200 Watt gesteigert, aber dann wegen der fehlenden Abschirmung wieder auf 0,5 Watt reduziert. Die Kühlung erfolgte passiv durch die Umgebungsluft. Eine – wie auch immer geartete – Nutzung der anfallenden Wärme fand nicht statt und war auch nicht vorgesehen, da es bei dem Reaktor lediglich darum ging, experimentell nachzuweisen, was zuvor theoretisch berechnet worden war.
Die erste Kritikalität wurde aufgrund der Geheimhaltung codiert übermittelt. Dabei wurde – womöglich in Anspielung auf Fermis Herkunft – Bezug auf die Reisen des Christopher Columbus genommen. Das Telephongespräch lautete: “The Italian navigator has landed in the New World.” - “How were the natives?” - “Very friendly.” Zu deutsch also: „der italienische Seefahrer hat die Neue Welt erreicht“ - „wie waren die Ureinwohner?“ - „sehr freundlich“. Dekodiert also in etwa: „Fermis Experiment ist erfolgreich verlaufen“ - „irgendwelche unvorhergesehenen Probleme?“ - „Nein, alles bestens!“
Der Reaktor wurde 1944 von Fermi und Leó Szilárd in den USA als Patent angemeldet.

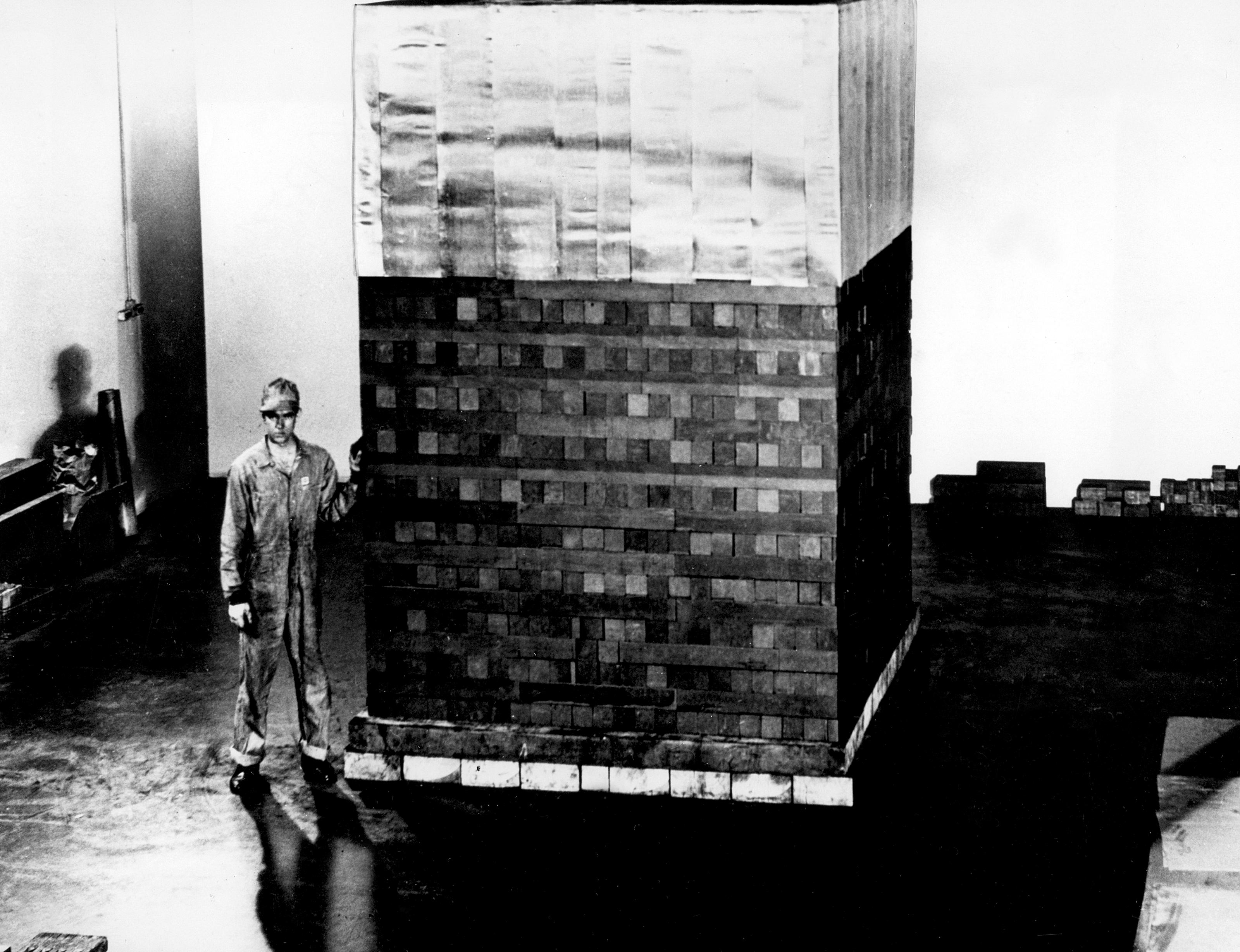
Einer von 29 Stapel-Versuchen
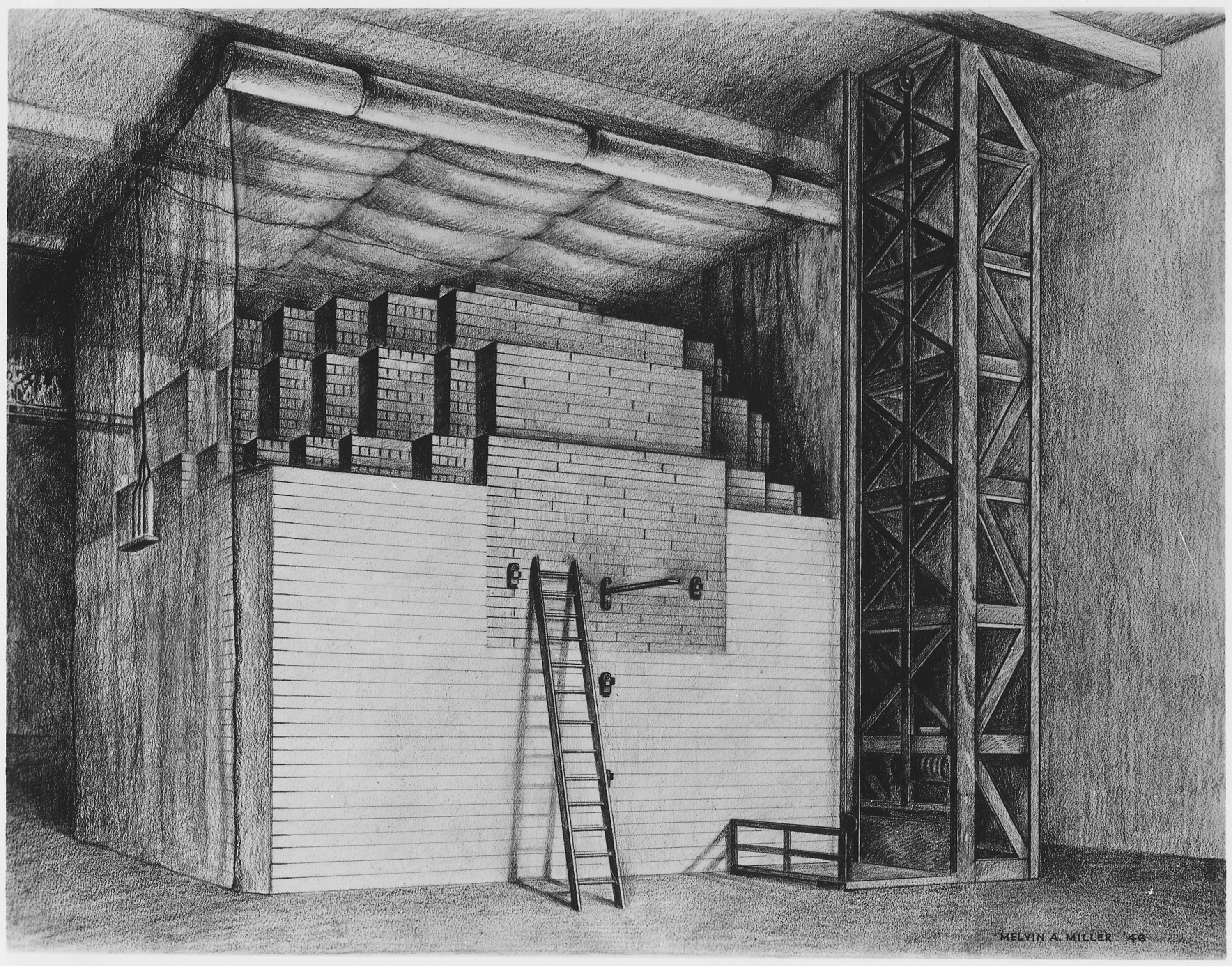
Zeichnung des Reaktors
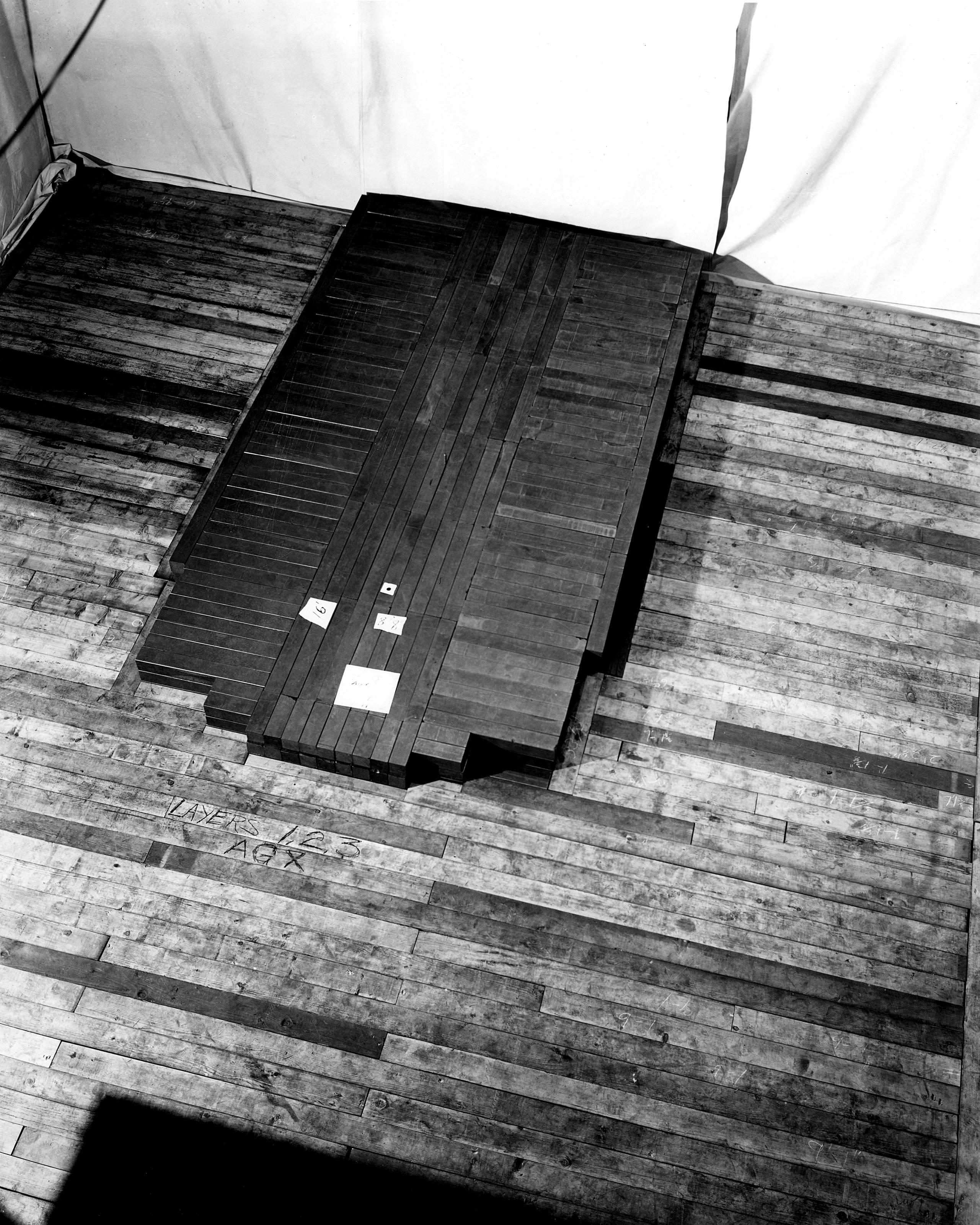
CP-1 im Aufbau: 4. Schicht
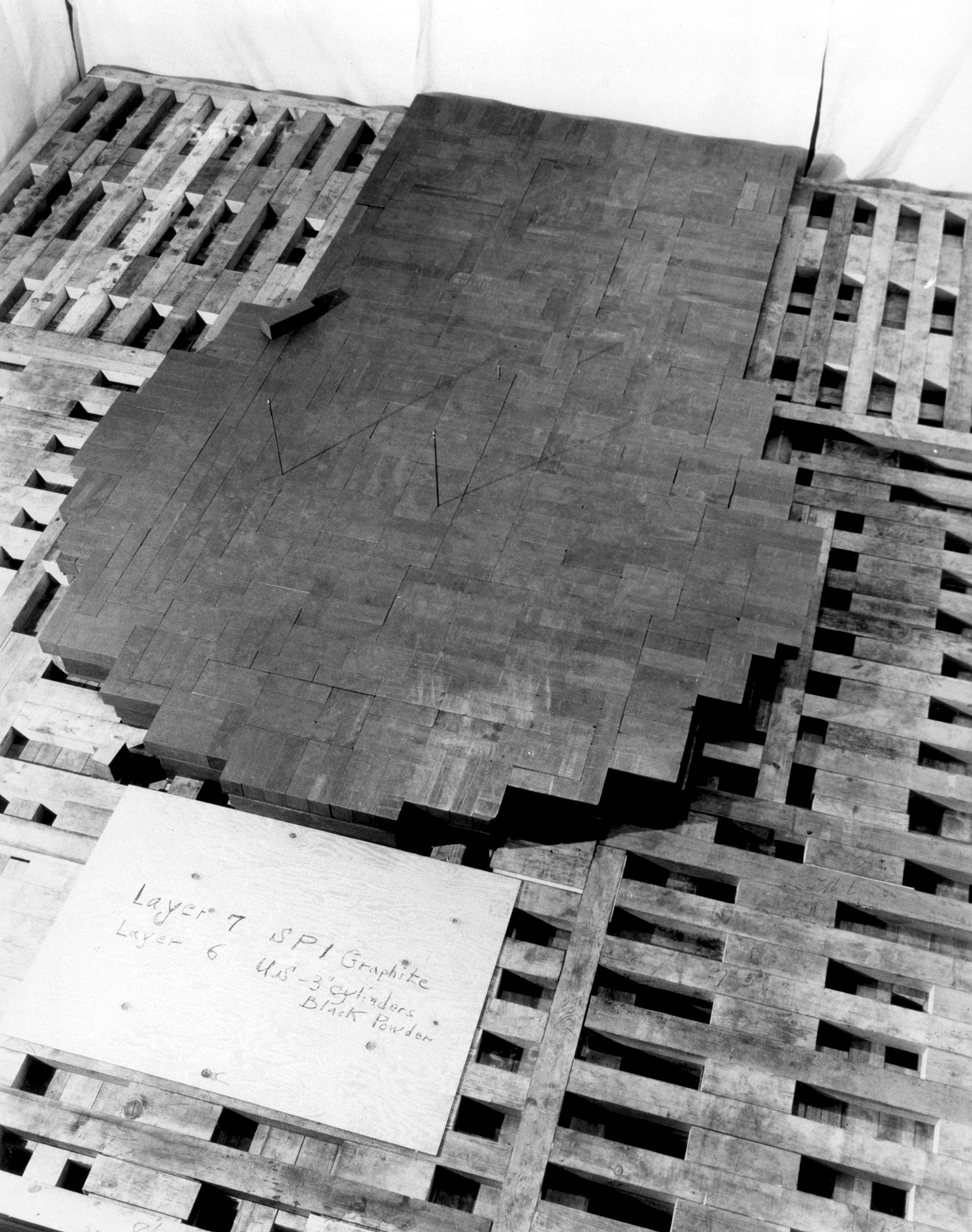
CP-1 im Aufbau: 7. Schicht
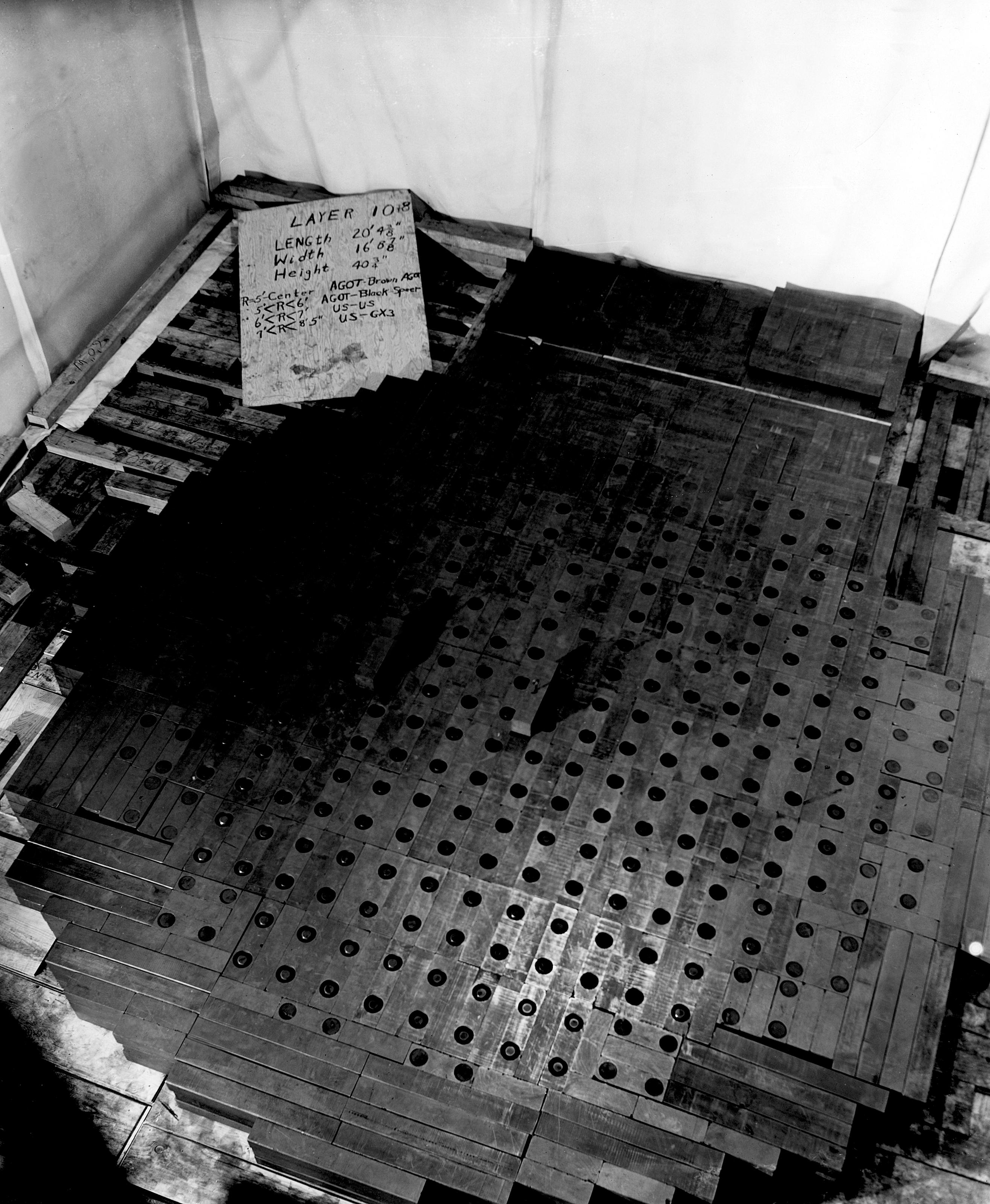
CP-1 im Aufbau: 10. Schicht

## Chicago Pile 2
Chicago Pile 1 wurde bereits im Februar 1943 abgebaut und, mit Blei-Platten zur Strahlenabschirmung ergänzt, als Chicago Pile 2 in der ursprünglich vorgesehenen Anlage Site A in Palos Park wiederaufgebaut. Er operierte bei einer Leistung von einigen Kilowatt, da ein Kühlsystem fehlte.

## Chicago Pile 3

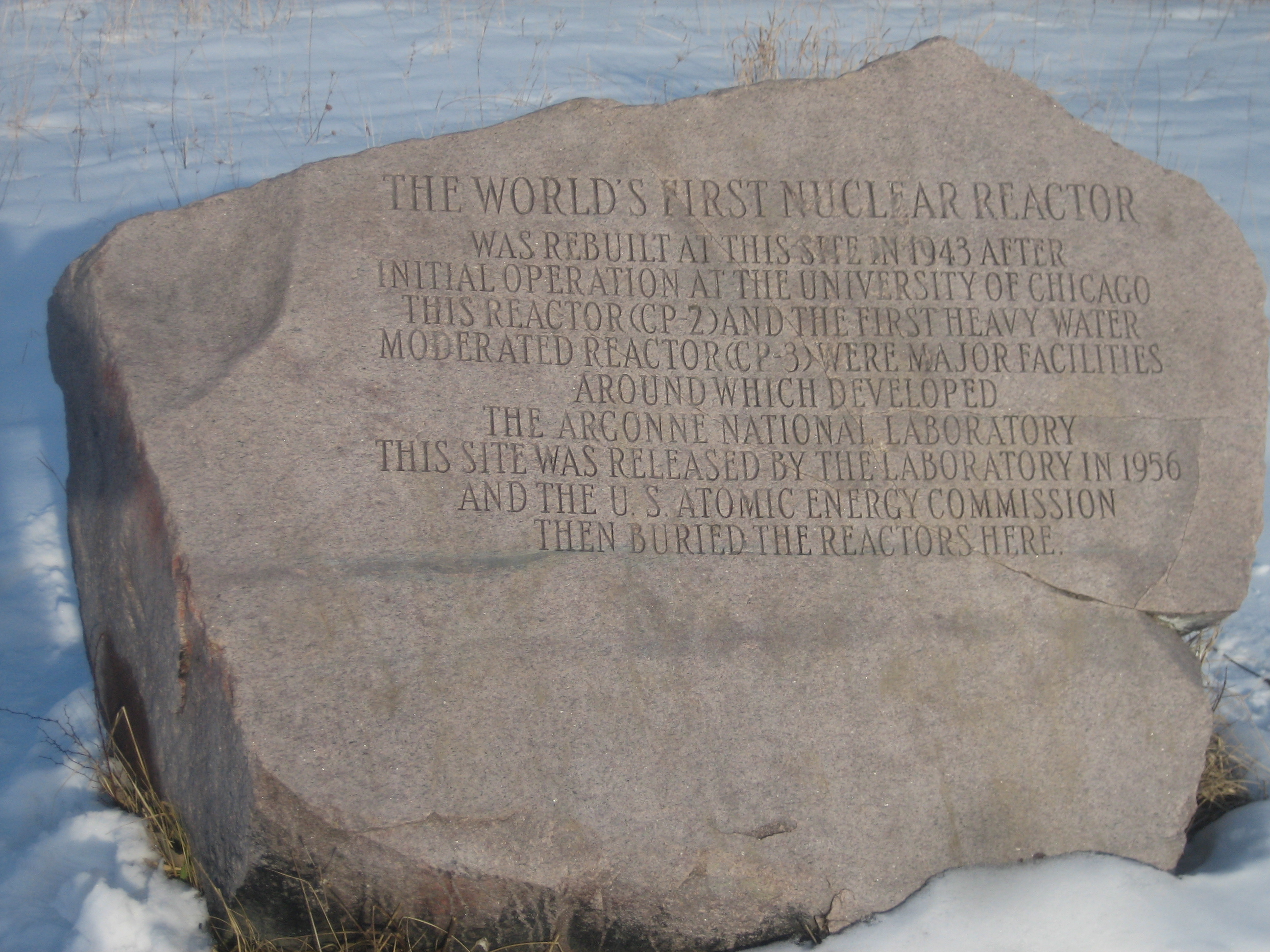
Gedenkstein beim vergrabenen Material der Reaktoren 1 bis 3

Am 15. Mai 1944 wurde Chicago Pile 3 (CP-3) im Argonne National Laboratory nahe Palos Hills (US-Bundesstaat Illinois) kritisch und war damit der erste funktionierende Schwerwasserreaktor der Welt. Er operierte anfangs mit 300 kW. Nachdem im Januar 1950 der Verdacht auf Schäden infolge Korrosion an der Aluminiumhülle des Reaktors erhoben worden war, musste er neu aufgebaut werden und wurde anschließend als CP-3′ von Mai 1950 bis zum Jahr 1954 weiterbetrieben. Beide Versionen des Reaktors wurden für verschiedene Forschungszwecke eingesetzt.
Zu Kriegsbeginn produzierte nur die Norwegische Hydroelektrische Gesellschaft (Norsk Hydro) in einem Kunstdünger-Werk schweres Wasser als Nebenprodukt.
Der radioaktive Abfall aus dem Rückbau von Pile 1 bis 3 wurde in der Site A/Plot M Disposal Site (Red Gate Woods) vergraben.

## Chicago Pile 4
In einer frühen Designphase war Chicago Pile 4 als Bezeichnung für den später unter dem Namen Experimental Breeder Reactor I in Betrieb genommenen Brutreaktor vorgesehen.

## Chicago Pile 5

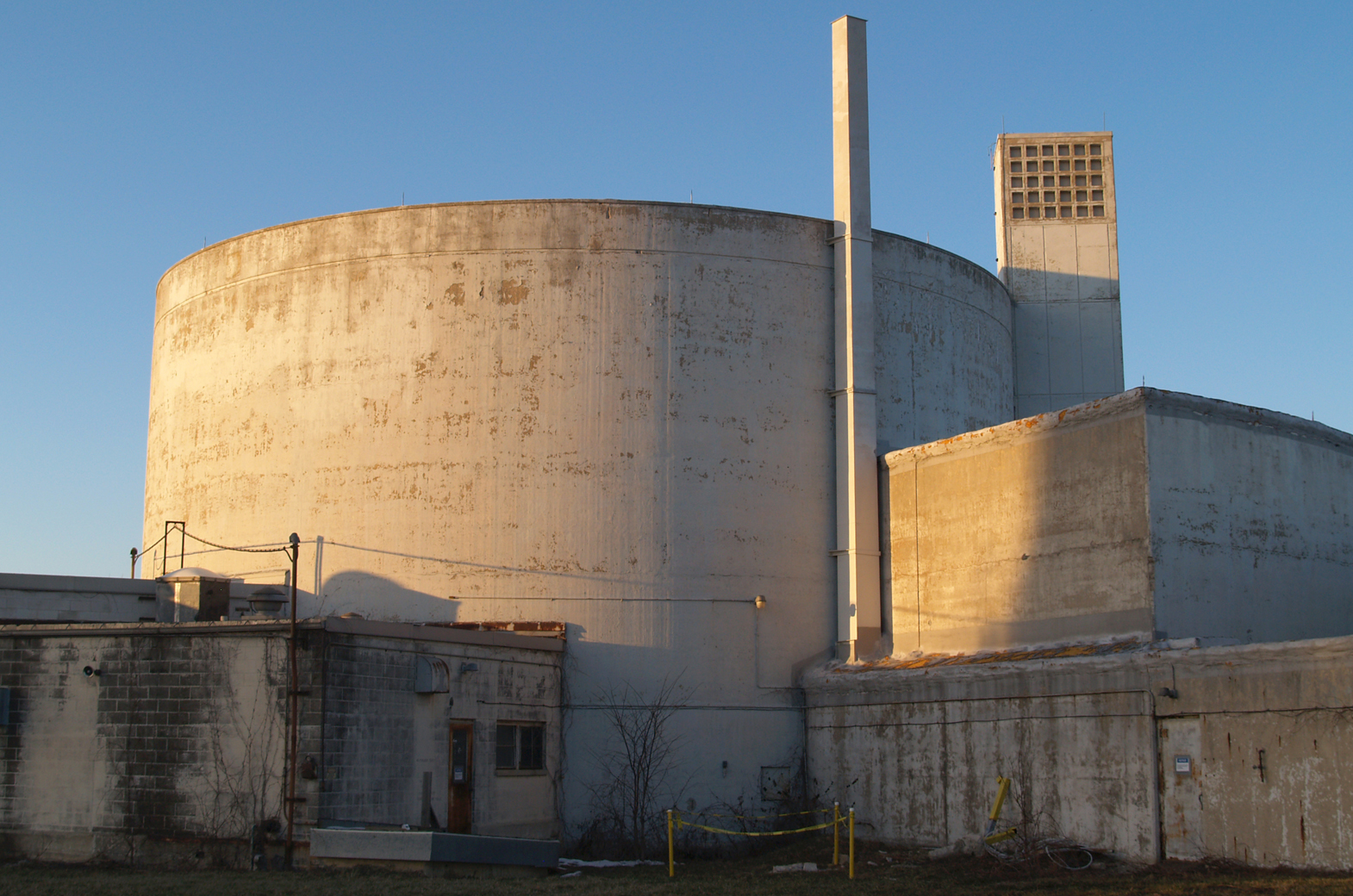
Gebäude des ehemaligen Chicago Pile 5 (Dezember 2009)

Von 1954 bis 1979 wurde Chicago Pile 5 betrieben. Der Schwerwasserreaktor produzierte mit (in K-25) angereichertem Uran hauptsächlich Neutronen für die Forschung. Der Reaktor wurde von 1991 bis 2000 rückgebaut. Das Gebäude stand noch im Jahre 2009.

## Sonstiges
Der Ort des ehemaligen Reaktors CP-1 hat seit dem 18. Februar 1965 den Status einer National Historic Landmark und ist zudem ein Chicagoer Wahrzeichen. Dort steht heute die 1970 eröffnete Regenstein-Bibliothek. Eine 4,3 m hohe Skulptur Nuclear Energy von Henry Moore erinnert seit 1967 an die Versuchsanlage. Graphitblöcke des CP-1 sind im Museum für Naturwissenschaften und Technikgeschichte und im Bradbury Science Museum in Los Alamos (New Mexico) ausgestellt.

### Atomkraftwerk
Die Chicago Piles waren Forschungsreaktoren, die dem Nachweis und der weiteren Untersuchung der Kettenreaktion und verschiedener Moderationsmechanismen dienten.
Der erste Atomreaktor zur Stromerzeugung wurde dagegen erst über ein Jahrzehnt später in der Sowjetunion gebaut: Das erste Kernkraftwerk der Welt in Obninsk in der UdSSR lieferte 1954 eine Nettoleistung von 5 MW.